# Scilab
Scilab es un software para análisis numérico, con un lenguaje de programación de alto nivel para cálculo científico. Es desarrollado por Scilab Enterprises, bajo la licencia CeCILL, compatible con la GNU General Public License.
Las características de Scilab incluyen análisis numérico, visualización 2-D y 3-D, optimización, análisis estadístico, diseño y análisis de sistemas dinámicos, procesamiento de señales, e interfaces con Fortran, Java, C y C++. Mientras que la herramienta Xcos permite una interfaz gráfica para el diseño de modelos.

## Historia

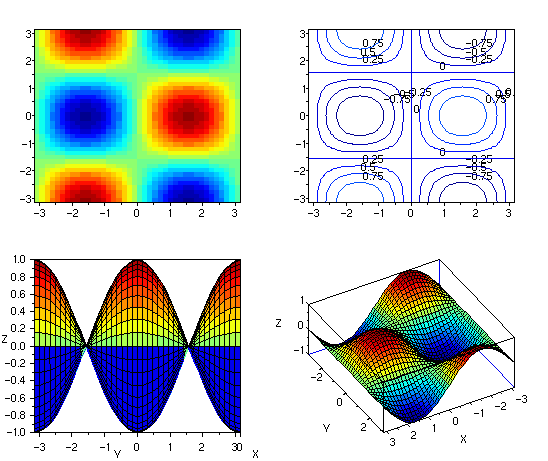
Ejemplos en 3D, en Scilab 4.0.

En los años 80, el Institut National de Recherche en Informatique et en Automatique o INRIA (traducido literalmente del francés como Instituto Nacional de Investigación en Informática y Automática) desarrolló el software Blaise, para el diseño de control de sistemas asistido por computador, y cuyos desarrolladores principales fueron François Delebecque y Serge Steer. En 1984, la startup Simulog distribuyó este software con el nombre de Basile.
A principios de la década de 1990, INRIA cambió el nombre a Scilab, y continuó su desarrollo a través de Scilab Group, conformado por investigadores del INRIA y de la École nationale des ponts et chaussées. Luego, se decidió que Scilab fuera distribuido como software de código abierto. La primera versión de Scilab fue la 1.1 y fue publicada el 2 de enero de 1994. Scilab Group desarrolló Scilab hasta la versión 2.7, a finales de 2002.
El Consorcio Scilab (Scilab Consortium en inglés) fue creado en mayo de 2003 para ampliar y promover Scilab como software de referencia en todo el mundo en el mundo académico y la industria. En julio de 2008, con el fin de mejorar la transferencia de tecnología, el Scilab Consortium se unió a la Fundación Digiteo.
Desde julio de 2012, Scilab Enterprises desarrolla y publica Scilab.

## Características

### Sintaxis
Scilab posee su propio lenguaje de programación, orientado al uso de matrices y vectores. Es un lenguaje interpretado. Scilab incorpora su propio editor llamado SciNotes, aunque está disponible también Scipad. La extensión de estos archivos es *.sce o *.sci. Ejemplo del programa hola mundo:
```
// línea de comentario, como en C++

clc
  
// limpia la pantalla

disp
(
"Hola Mundo"
)
  
// imprime Hola Mundo

```

Scilab permite la operación de matrices. Ejemplo del uso de matrices:
{\displaystyle A={\begin{bmatrix}{\frac {2}{3}}&{\frac {3}{5}}\\21&7\\\end{bmatrix}}}
```
-->
 
A
=[
2
/
3
 
3
/
5
;
 
21
 
7
]

```

### Polinomios y cálculo simbólico
Scilab tiene funciones diseñadas especialmente para el tratamiento de polinomios y cálculo simbólico (aunque existen otros que facilitan la transcripción de texto como Maxima). Por ejemplo para insertar el polinomio:
{\displaystyle y=f(x)=5\cdot x^{3}+{\frac {1}{2}}\cdot x-3}
Se utilizan los siguientes comandos (nótese que los coeficientes del polinomio se insertan del término con menor orden {\displaystyle x^{0}} hasta el término de orden mayor {\displaystyle x^{3}} poniendo ceros en los términos no existentes:
```
y
 
=
 
poly
([
-
3
 
1
/
2
 
0
 
5
],
 
"x"
,
 
"coeff"
)

```

### Interfaces gráficas
Scilab soporta creación de interfaces gráficas de usuario, y visualización 2D y 3D.
Gráfico de la función {\displaystyle y=f(t)=sen(t)}
```
t
 
=
 
[
0
 
:
 
0.001
 
:
 
2
 
*
 
%pi
]

y
 
=
 
sin
(
t
)

xlabel
(
"eje X"
);
 
ylabel
(
"Eje y"
);
 
title
(
"Título del gráfico"
)

plot
(
t
,
 
y
)

```

### Xcos
El programa Scilab tiene un entorno similar a Simulink de Matlab para simulación de sistemas dinámicos y resolución de sistemas de ecuaciones diferenciales. Este entorno posee varios paquetes que incluye algunas herramientas para simulación sencilla de circuitos eléctricos y termo hidráulica.

### Otros paquetes disponibles
A partir de la versión 5.2 se puede consultar: http://atoms.scilab.org/ para obtener un listado de módulos que extienden las capacidades de Scilab.
Para instalar módulos, podemos abrir Atoms haciendo clic en Applications->Module Manager ATOMS, seleccionamos la aplicación y ATOMS la descarga de internet y la instala.
- MuPAD
- OpenFem

## Licencia
Scilab es distribuido desde 2008 bajo la Licencia CeCILL, una licencia de código abierto compatible con la GNU General Public License. Ésta se encuentra dentro de la lista de licencias libres de GNU.

## Plataformas soportadas
Scilab está disponible para sistemas operativos Microsoft Windows y GNU/Linux, tanto plataformas de 32 como de 64 bits, y Mac OS X, desde Snow Leopard (10.6) hasta Yosemite (10.10).

## Requisitos del sistema
Los requerimientos del sistema son:
- Microsoft Windows: Windows XP, 7, 8. Procesador Pentium IV o equivalente, 1 GB RAM (2 GB recomendado), y 600 MB de espacio en disco duro.

- GNU/Linux: Procesador Pentium III o equivalente, 1 GB RAM (2 GB recomendado), y 550 MB de espacio en disco duro.

- Mac OS X: Procesador Intel 64 bits, 1 GB RAM (2 GB recomendado), y 500 MB de espacio en disco duro.